# Vinmavis
Le vinmavis (ou banggor, ou lambumbu ou neve’ei ou telag) est une langue océanienne parlée par 500 locuteurs dans le centre-ouest de Malekula, au Vanuatu. L’ethnie Vinmavis est un peu plus nombreuse (710). Un dialecte est le winiv.
Ses locuteurs appellent leur langue Nefe‘ei, mais elle est souvent désignée dans la littérature par le nom du village où elle est parlée, Vinmavis.

## Phonologie
L’accent tonique tombe toujours sur l’avant-dernière syllabe d’un mot.

### Consonnes
Le vinmavis a 20 consonnes.
|            |            | Labio-vélaires | Bilabiales | Alvéolaires | Palatale | Vélaire | Glottale |
| ---------- | ---------- | -------------- | ---------- | ----------- | -------- | ------- | -------- |
| Occlusives | Sourdes    |                |            | t           |          | k       | ʔ        |
| Occlusives | Sonores    | bʷ             | b          | d           |          | ɡ       |          |
| Fricatives | Fricatives | fʷ             | f          | s           |          | x       | h        |
| Nasales    | Nasales    | mʷ             | m          | n           |          | ŋ       |          |
| Latérale   | Latérale   |                |            | l           |          |         |          |
| Roulée     | Roulée     |                |            | r           |          |         |          |
| Spirante   | Spirante   | w              |            |             | j        |         |          |

Les fricatives /f/ et /x/ sont souvent voisées entre deux voyelles. /s/ a deux allophones :
- [t͡ʃ] entre /n/ et une voyelle autre que /i/ ;
- [t͡ʃ] ou [s] en variante libre entre /n/ et /i/ ;
- [s] ailleurs.

### Voyelles
Le vinmavis a cinq voyelles.
|          | Antérieures | Postérieures |
| -------- | ----------- | ------------ |
| Fermées  | i           | u            |
| Moyennes | e           | o            |
| Ouverte  | a           | a            |

### Phonotaxe
Les mots peuvent commencer par n’importe quelle voyelle ou consonne, sauf /h/ (et /k/ ne se trouve que dans des préfixes verbaux). Seuls quelques mots commencent par un groupe de consonnes, principalement dr- ou sn-. Un grand nombre de noms commencent par un n- qui provient d’un ancien article qui a fusionné avec le mot.
Les mots peuvent se terminer par n’importe quelle voyelle et n’importe quelle consonne sauf /k/ et les labio-vélaires. Certains mots se terminent par deux consonnes telles que -ns, -rn ou -tl.
Les groupes de consonnes en milieu de mot sont plus variés, par exemple -sm-, -fl-, -ŋb-, -md-, etc.

## Grammaire

### Pronoms personnels
Les pronoms personnels font la distinction entre le « nous » exclusif et inclusif, mais contrairement à la plupart des langues voisines, le vinmavis n’a pas de duel (ni a fortiori de triel).
|          |           | Pronoms indépendants | Pronoms indépendants | Pronoms possesseurs | Pronoms possesseurs |
| Personne | Personne  | Singulier            | Pluriel              | Singulier           | Pluriel             |
| -------- | --------- | -------------------- | -------------------- | ------------------- | ------------------- |
| 1re      | Inclusive |                      | get                  |                     | teget               |
| 1re      | Exclusive | no                   | gemem                | tno                 | tegemem             |
| 2e       | 2e        | gu                   | gem                  | tugu                | tegem               |
| 3e       | 3e        | i                    | ar                   | ti                  | ter                 |

### Numéraux
Le vinmavis a un système de numération décimal. Les nombres cardinaux et ordinaux sont identiques après 5.
|    | Cardinaux | Ordinaux |
| -- | --------- | -------- |
| 1  | sefax     | fuam     |
| 2  | iru       | aruan    |
| 3  | itl       | atl nen  |
| 4  | ifah      | afasn    |
| 5  | ilim      | alimin   |
| 6  | nsouh     | nsouh    |
| 7  | nsuru     | nsuru    |
| 8  | nsutl     | nsutl    |
| 9  | nsafah    | nsafah   |
| 10 | naŋafil   | naŋafil  |